# 曾家岩50号
曾家岩50号，又名周公馆，位于重庆市渝中区中山四路曾家岩地区，是中共中央南方局和八路军重庆办事处市区办公室旧址。现为红岩革命纪念馆曾家岩分馆。

## 历史
曾家岩50号位于中山四路东端尽头，曾家岩顶端。这幢楼房原是赵佩珊的私人房产。1938年冬，中共代表团从武汉迁到重庆。1939年初，中共中央南方局鉴于八路军重庆办事处住房紧张，而曾家岩位于市区，靠近重庆国民政府，会客访友及同各界人士接触都方便，邓颖超遂以周恩来时任的“国民政府军事委员会政治部副部长”的名义，从原住户陈长衡处租下了曾家岩50号主楼和三楼的全部以及二楼东侧的三间房屋，作为中共中央南方局在重庆城内的主要办公地点，对外称“周公馆”。中共中央南方局军事组、文化组、妇女组、外事组、党派组均设在此处，中共代表周恩来、董必武、叶剑英、林彪、王若飞等人在重庆期间也常住在此。八路军重庆办事处派专人在此负责日常事务及安全保卫工作。此处左侧的曾家岩49号为重庆市警察局，右侧的曾家岩51号为国民政府军统局局长戴笠寓所。1939年5月4日，曾家岩50号毁于日机轰炸。后重建。1945年8月，重庆谈判期间，毛泽东于一楼会议室举行过记者会，接触中外各界人士。抗日战争胜利后，周恩来率中共代表团到达南京，此后这里成为中共四川省委所在地。1947年3月，中共与中国国民党决裂，曾家岩50号被国民党当局查封，在重庆的中共人员全部迁至延安。
1956年8月16日，“八路军办事处旧址”公佈為四川省第一批歷史及革命文物保護單位。1980年7月7日，“中共中央南方局及八路軍重慶辦事處舊址-曾家岩50号”重新公佈為四川省第一批文物保護單位。1961年3月4日，“八路军重庆办事处旧址”公布為第一批全國重點文物保護單位，该项目包括红岩村13号、曾家岩50号周公馆，后又增加中山三路305号（原263号）中共代表团驻地旧址、民生路240号（原208号）《新华日报》营业部旧址。

## 建筑
曾家岩50号坐北朝南，是一栋中西合璧式砖木结构建筑，二楼一底，带有大小两个天井，占地面积364平方米，建筑面积882平方米，通高约13米。是1930年代的建筑。
- 临街面
- 天井
- 后院
- 周恩来住所
- 二楼阳台，下临嘉陵江